# Església parroquial d'Aincioa
L'Església parroquial de Aincioa, coneguda també com a església de Sant Esteban de Aincioa, Erro, vall de Merindad de Sangüesa, Navarra és un edifici medieval protogòtic de principis del segle XIII, que ha sofert una sèrie de reformes sobretot al segle xvi.
Espanya, per a l'ampliació com a patrimoni de la humanitat de «Camins de Santiago de Compostel·la: Camino francès i Camins del Nord d'Espanya» (n.º ref. 669bis) va manar a la UNESCO com a documentació un voluminós dossier, «Inventari Retrospectiu - Elements Associats» (Retrospective Inventory - Associated Components) en el qual es detallen 1912 elements que tenen el caràcter de béns associats amb el Camí, no d'elements inscrits. En aquest catàleg figura aquesta església.

## Descripció
L'església és de planta de nau única amb dos trams desiguals (el tram del cor presenta als peus de la nau una coberta amb volta de mig punt; els altres dos trams, que es troben separats per arcs torals; presenten coberta amb volta de creueria del segle xvi) i capçalera recta -en la qual, en el costat de l'Evangeli pot veure's un nínxol-fornícula d'arc de mig punt, dintre del qual es pot apreciar un retaule del Sagrat Cor datat en 1929 i construït seguint l'estil neogòtic-, en el mur frontal de darrere del qual es troba adossada la sagristia, que presenta una volta vaída, i en l'interior de la qual pot contemplar-se una creu parroquial de plata amb part sobredaurada datada del segle XVII d'estil barroc. El cor, que té coberta en volta estrelada de nervis mixtilinis en el sotcoro, té un arc escarser en l'embocadura. Els murs interiors es troben arrebossats.
En el presbiteri s'aixeca un retaule major d'estil barroc de la primera meitat del segle XVII amb imatgeria moderna. En el tram central del costat de l'Evangeli es troba un Crist Crucificat d'estil barroc popular, del segle xvii, que conserva gran part de la seva policromía primitiva.
Per la seva banda els murs exteriors són de carreus en la nau amb recreixements del segle XVI i un tejaroz que protegeix la porta que presenta dues arquivoltes llises apuntades d'arestes ochavadas.
La torre se situa seguint la tipologia medieval, sobre el tram dels peus de la nau.